# Artefacto sónico

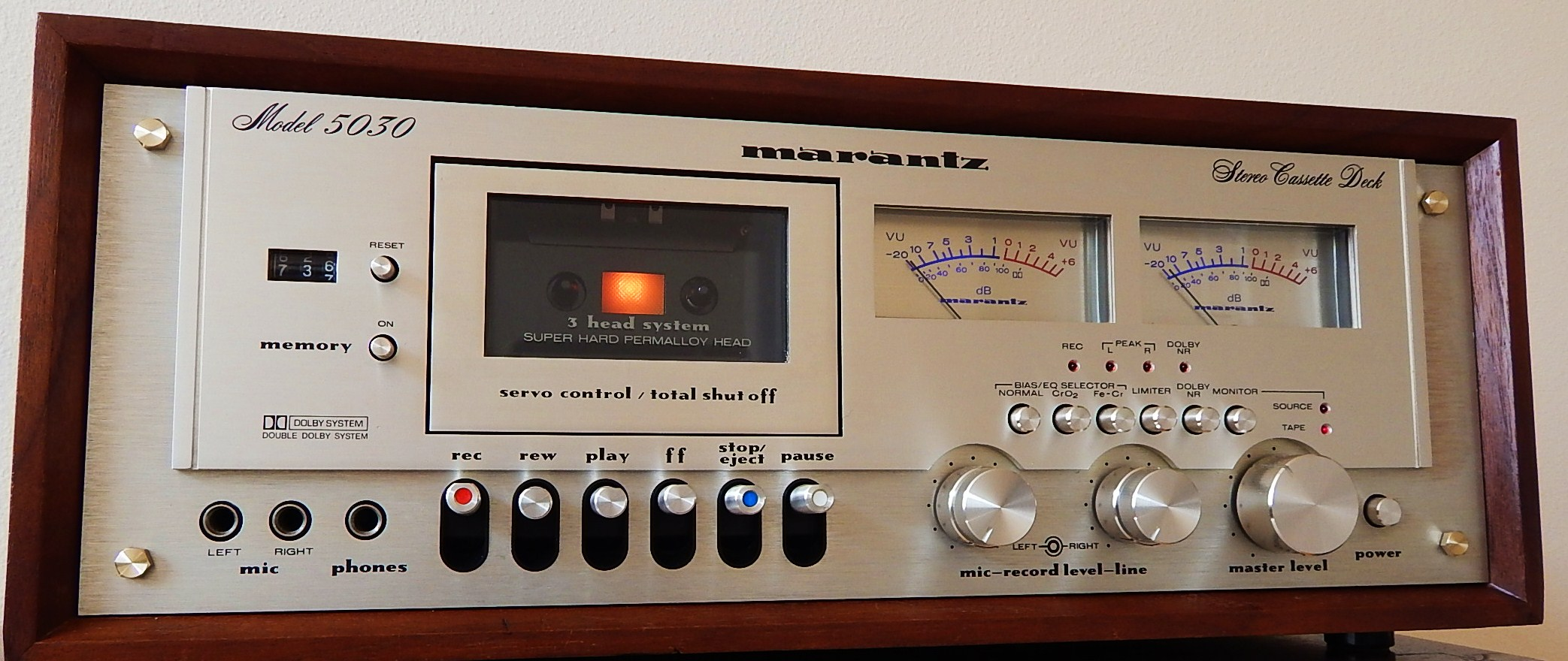
Magnetófono doméstico, equipado con un sistema DOLBY de reducción de ruido mediante compresión del rango dinámico

En la producción de música, o más genéricamente de sonido, un artefacto sónico  (en  Portugués:  "Arranhão" ou "Risco"), o simplemente artefacto,  es un efecto sonoro accidental o no deseado, resultante de la edición o la manipulación de un registro sonoro.

## Tipos

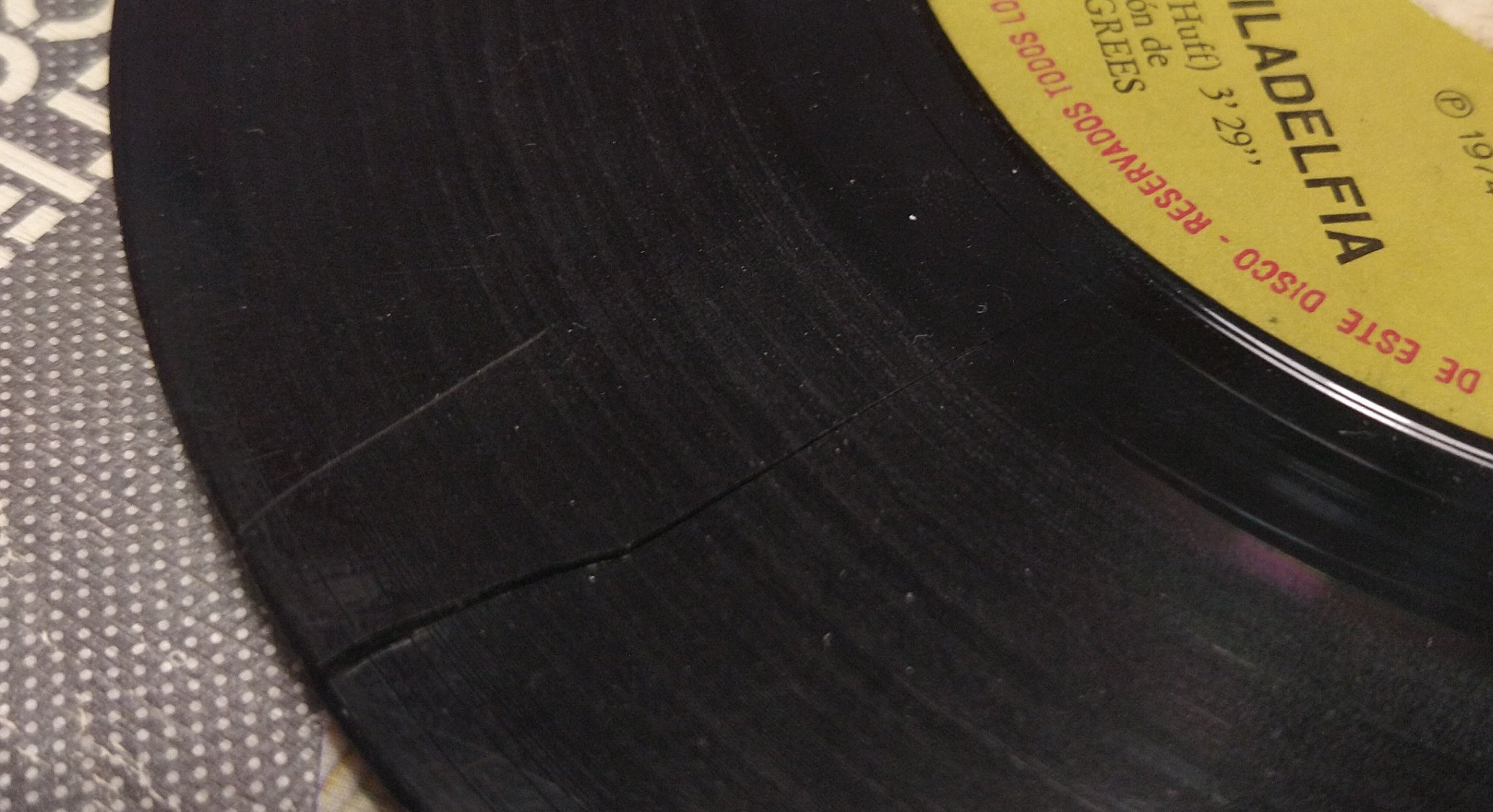
Los daños de la superficie de un vinilo pueden generar una amplia variedad de artefactos sónicos al reproducirlo

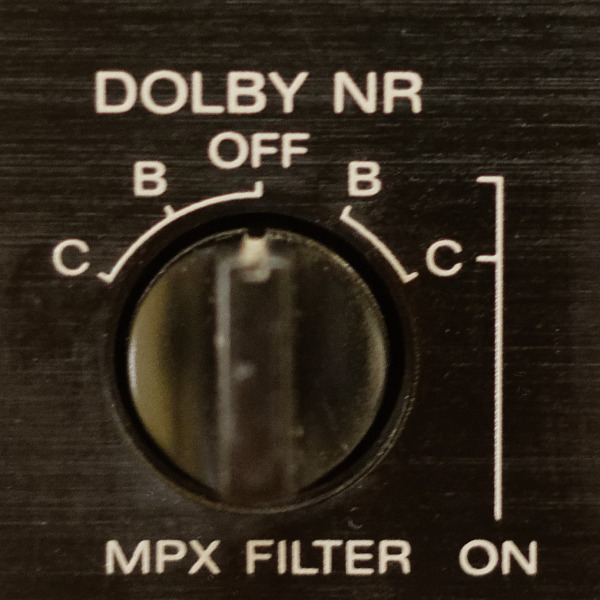
Sistemas de reducción de ruido DOLBY y MPX de un magnetófono SONY

Debido a que siempre existen restricciones técnicas en la forma en que se puede grabar un sonido (en el caso de los sonidos acústicos), o en la que se diseña (en el caso de los sonidos sintetizados o procesados), a menudo se producen alteraciones del sonido originales. Estos defectos o errores se denominan artefactos (también "artefactos de sonido"  o "sónicos") y pueden ser agradables o desagradables. Según el tipo del medio de registro utilizado, un artefacto sónico puede ser un artefacto digital, y en algunos casos, es el resultado del proceso de compresión de datos (que no debe confundirse con la compresión de rango dinámico, que también puede crear artefactos sónicos).
En ocasiones, se generan artefactos sónicos deliberadamente por razones creativas. Por ejemplo, para introducir un cambio en el timbre del sonido original o para crear una sensación de contexto cultural o estilístico. Un ejemplo bien conocido es la saturación de una señal de guitarra o bajo eléctrico para producir un tono de guitarra distorsionado y recortado o el caso del bajo fuzz.
Los procesos de edición que producen artefactos deliberadamente, a menudo implican experimentación técnica. Un buen ejemplo de la creación deliberada de artefactos sónicos es la adición de chasquidos, siseos y crepitaciones a una grabación reciente para que suene como un disco de vinilo antiguo.
El flanger y la distorsión se consideraron originalmente como artefactos sónicos; pero a medida que pasó el tiempo se convirtieron en una parte valiosa de los métodos de producción de música pop, de forma que se ha convertido en algo corriente agregar flanger (una duplicación del sonido original con un microrretardo) a las partes de guitarra eléctrica y teclado. Otros artefactos habituales propios de las cintas magnéticas incluyen wow (alteración lenta de algún parámetro sonoro), flutter (alteración más rápida), saturación (pérdida de la nitidez al alcanzarse la máxima intensidad de un registro), siseo (sonidos sibilantes), ruido y transimpresión (ecos débiles procedentes del propio registro sonoro adelantados o retrasados).
También se considera un artefacto el ruido superficial audible (siseo, crepitado o chasquidos) cuando se reproduce un disco de vinilo y se graba en otro medio, aunque la presencia de estos artefactos en una grabación puede indicar tanto que se trata de un registro antiguo, como que se está ante un "subproducto" de ínfima calidad. Otros artefactos de los discos de vinilo incluyen el rumor del tocadiscos, los tics, la crepitación y el preeco.
Según el teorema de muestreo de Nyquist-Shannon, un ancho de banda de muestreo inadecuado crea un artefacto sónico conocido como alias, y la distorsión resultante del sonido se denomina aliasing. Se pueden escuchar ejemplos de aliasing en los primeros sampleres para manejar música, ya que podían grabar audio a velocidades de bits y frecuencias de muestreo por debajo de la velocidad de Nyquist, considerada deseable por algunos músicos. El aliasing es una preocupación importante en la conversión de señales de audio y video de analógico a digital.
En la creación de música por ordenador y música electrónica, particularmente en la música glitch, se utilizan programas para generar artefactos sonoros de todo tipo. También son el foco principal de la práctica denominada circuito de mezcla: producir sonidos a partir de dispositivos que no fueron concebidos con este propósito por sus creadores.

## Ecografías
En la técnica ecográfica el conocimiento del origen y la forma de tratar los artefactos es clave para obtener imágenes nítidas y precisas, puesto que las alteraciones sonoras pueden alterar considerablemente su calidad, mermando su utilidad especialmente en el campo de la medicina. En muchos casos, se trata de imágenes que aparecen en el monitor de un equipo, pero que no se corresponden con ecos reales. Entre estos efectos, se pueden describir interferencias, problemas de refracción y de refuerzo posterior, sombras acústicas y reverberaciones.